# فلوت‌زن رنگارنگ
فلوت‌زن رنگارنگ (انگلیسی: Pied Piper؛‏ کره‌ای: 피리부는 사나이) یک مجموعه تلویزیونی محصول کره جنوبی در سال ۲۰۱۶ با بازی شین ها کیون، جو یون هی و یو جون سانگ است. این مجموعه از ۷ مارس تا ۲۶ آوریل ۲۰۱۶، روزهای دوشنبه و سه‌شنبه ساعت ۲۳:۰۰ (کی‌اس‌تی) از تی‌وی‌ان پخش شد.

## بازیگران

### اصلی
- شین ها کیون در نقش جو سونگ چان
  - چوی وون هونگ در نقش جوانی جو سونگ چان
- جو یون هی در نقش یو میونگ ها
  - جون مین سو در نقش جوانی یو میونگ ها
- یو جون سانگ در نقش یون هی سونگ
- لی شین سونگ در نقش جونگ سو کیونگ